# إريك ماير (لاعب كرة قدم أمريكية)
إريك ماير (بالإنجليزية: Erik Meyer)‏ هو لاعب كرة قدم أمريكية أمريكي، ولد في 28 ديسمبر 1982 في لا ميرادا في الولايات المتحدة.